# 國家政軍指揮中心
國家政軍指揮中心，俗稱圓山指揮所、圓指所，為中華民國總統緊急及戰時最高指揮中心，指揮所內設有可供總統專屬的生活設施及提供中華民國政府高階官員及各機關進駐的辦公室，備有發電機、儲水系統，並可承受2千磅傳統炸藥、2萬噸的核爆炸與電磁脈衝攻擊。
國家政軍指揮中心位於臺北大直，前臨國防部本部（博愛營區），並與國軍聯合作戰指揮中心（衡山指揮所）毗鄰通連。

## 歷史
國家政軍指揮中心原先是國防部陸軍總司令部的廢棄指揮所，並充當中華民國行政院院長及各部會首長於戰時的指揮中心，後在中華民國國家安全會議指示下，耗費3年時間、投入新臺幣1億元經費，於2008年整建為國家政軍指揮中心，供平時政軍兵推及戰時中央政府各機關進駐使用。
隨著國家政軍指揮中心啟用，原先設置在國軍聯合作戰指揮中心的「戰爭資源協調中心」也移到此處，而國防部部長及軍政副部長戰時也改駐於國家政軍指揮中心，國軍聯合作戰指揮中心由中華民國參謀總長駐掌，受令於三軍統帥與部長指揮。

## 設施
國家政軍指揮中心內部設有12人座、戰時用於召開國家安全會議的會議室及可容納210人的22間辦公室、寢室，而為了召開視訊會議、錄製戰時電視廣播、召開緊急記者會，也設有一間提供衛星新聞轉播傳輸系統的新聞發佈室。除此之外，國家政軍指揮中心的資訊系統比照國軍聯合作戰指揮中心的規格所建造，具備C4ISR的指管通情能力。